# Sumitada Ōmura
Sumitada Ōmura (jap. 大村 純忠 Ōmura Sumitada), także Dom Bartolomeu, (ur. w 1533, zm. 23 czerwca 1587 w Sakaguchi) – japoński daimyō (pan feudalny), który jako pierwszy tej rangi przyjął katolicyzm. Propagator chrześcijaństwa na wyspie Kiusiu, protektor jezuitów.

## Życiorys
Syn daimyō Shimabary, w 1550 został naczelnikiem klanu Ōmura. Wobec zagrożenia ze strony klanu z Hizen-Saga, zaczął szukać sojuszników. Z tego powodu w 1561 udostępnił Portugalczykom swój port w Yokoseura i nawiązał kontakt z jezuitami. Pod ich wpływem w 1563 wraz ze swoimi wasalami przyjął chrzest i zmienił imię na Bartolomeu. Portugalczycy dostarczyli mu nowoczesną broń palną do rozprawy z wrogami. Wkrótce potem Ōmura zaczął w swoich posiadłościach burzyć świątynie buddyjskie i chramy shintō, a nawet usuwał elementy „pogańskie” z grobów swoich przodków. Ponadto narzucił katolicyzm swoim poddanym, wywołując powstanie przeciwko władzom. Powstańcy spalili Yokoseurę, a wtedy Ōmura w 1570 udostępnił Portugalczykom port w Nagasaki i z ich pomocą w 1578 obronił to miasto przed atakiem wrogiego klanu. W 1580 Ōmura oddał Nagasaki i Mogi „na zawsze” jezuitom. W 1582 wraz z Harunobu Arimą i Sōrinem Ōtomo finansował misję Tenshō do Rzymu. Po przekazaniu władzy synowi, Ōmura zamieszkał w Sakaguchi, gdzie zmarł na gruźlicę. Po jego śmierci siogun Hideyoshi Toyotomi w 1588 umieścił Nagasaki pod swoją bezpośrednią kontrolą i skonfiskował cały majątek kościelny oraz rozpoczął prześladowania katolików.